# Wielki Klińcz (gromada)
Wielki Klińcz – dawna gromada, czyli najmniejsza jednostka podziału terytorialnego Polskiej Rzeczypospolitej Ludowej w latach 1954–1972.
Gromady, z gromadzkimi radami narodowymi (GRN) jako organami władzy najniższego stopnia na wsi, funkcjonowały od reformy reorganizującej administrację wiejską przeprowadzonej jesienią 1954 do momentu ich zniesienia z dniem 1 stycznia 1973, tym samym wypierając organizację gminną w latach 1954–1972.
Gromadę Wielki Klińcz z siedzibą GRN w Wielkim Klińczu (w obecnym brzmieniu Wielki Klincz) utworzono – jako jedną z 8759 gromad na obszarze Polski – w powiecie kościerskim w woj. gdańskim na mocy uchwały nr 18/III/54 WRN w Gdańsku z dnia 5 października 1954. W skład jednostki weszły obszary dotychczasowych gromad Dobrogoszcz, Mały Klińcz, Nowy Klińcz, Nowe Podlesie, Wielki Klińcz i Zielenin ze zniesionej gminy Kościerzyna w tymże powiecie. Dla gromady ustalono 24 członków gromadzkiej rady narodowej.
1 stycznia 1960 do gromady Wielki Klincz włączono miejscowości Dębogóry, Niedamowo, Nowe Niedamowo i Smolniki ze zniesionej gromady Stawiska w tymże powiecie.
1 stycznia 1972 do gromady Wielki Klincz włączono tereny z obrębu Nowy Barkoczyn o powierzchni 185,65 ha i tereny z obrębu Stary Barkoczyn o powierzchni 577,30 ha ze zniesionej gromady Nowy Barkoczyn w tymże powiecie.
Gromada przetrwała do końca 1972 roku, czyli do kolejnej reformy gminnej. 1 stycznia 1973 w powiecie kościerskim w woj. gdańskim utworzono gminę Wielki Klincz (pisownia przez –n–) (zniesiona w 1976).